# Campionato mondiale di motocross 2008
Il Campionato mondiale di motocross del 2008 si è disputato su 15 prove svoltesi tra il 6 aprile e il 14 settembre.
La seconda manche del GP di Spagna classe MX1 non si è disputata.
Al termine della stagione si sono laureati campioni David Philippaerts su Yamaha nella MX1 e Tyla Rattray su KTM nella MX2.

## MX1

### Calendario
| Prova | Data         | Gran Premio                       | Località            | Vincitore gara 1   | Vincitore gara 2   | Vincitore GP       |
| ----- | ------------ | --------------------------------- | ------------------- | ------------------ | ------------------ | ------------------ |
| 1     | 6 aprile     | Gran Premio d'Olanda              | Valkenswaard        | Ken De Dycker      | Ken De Dycker      | Ken De Dycker      |
| 2     | 20 aprile    | Gran Premio di Spagna             | Bellpuig            | Steve Ramon        | Steve Ramon        | Steve Ramon        |
| 3     | 27 aprile    | Gran Premio del Portogallo        | Águeda              | David Philippaerts | Sébastien Pourcel  | Sébastien Pourcel  |
| 4     | 11 maggio    | Gran Premio di Bulgaria           | Sevlievo            | David Philippaerts | Sébastien Pourcel  | David Philippaerts |
| 5     | 18 maggio    | Gran Premio d'Italia              | Mantova             | Sébastien Pourcel  | Maximilian Nagl    | Marc de Reuver     |
| 6     | 1º giugno    | Gran Premio di Gran Bretagna      | Mallory Park        | Ken De Dycker      | Jonathan Barragan  | Jonathan Barragan  |
| 7     | 15 giugno    | Gran Premio di Francia            | Saint-Jean-d'Angély | Sébastien Pourcel  | Sébastien Pourcel  | Sébastien Pourcel  |
| 8     | 29 giugno    | Gran Premio di Germania           | Teutschenthal       | Joshua Coppins     | Joshua Coppins     | Joshua Coppins     |
| 9     | 6 luglio     | Gran Premio di Svezia             | Uddevalla           | Jonathan Barragan  | Maximilian Nagl    | Jonathan Barragan  |
| 10    | 20 luglio    | Gran Premio del Sudafrica         | Nelspruit           | Steve Ramon        | Jonathan Barragan  | Jonathan Barragan  |
| 11    | 3 agosto     | Gran Premio del Belgio            | Lommel              | Marc de Reuver     | Jonathan Barragan  | Jonathan Barragan  |
| 12    | 10 agosto    | Gran Premio della Repubblica Ceca | Loket               | Maximilian Nagl    | David Philippaerts | David Philippaerts |
| 13    | 31 agosto    | Gran Premio d'Irlanda             | Dublino             | Ken De Dycker      | Tanel Leok         | Tanel Leok         |
| 14    | 7 settembre  | Gran Premio del Benelux           | Lierop              | Marc de Reuver     | Ken De Dycker      | Marc de Reuver     |
| 15    | 14 settembre | Gran Premio Città di Faenza       | Faenza              | Maximilian Nagl    | Maximilian Nagl    | Maximilian Nagl    |

### Classifiche finali

#### Piloti
| Pos. | Pilota             | Moto     | Punti |
| ---- | ------------------ | -------- | ----- |
| 1    | David Philippaerts | Yamaha   | 509   |
| 2    | Steve Ramon        | Suzuki   | 495   |
| 3    | Ken De Dycker      | Suzuki   | 490   |
| 4    | Jonathan Barragan  | KTM      | 455   |
| 5    | Joshua Coppins     | Yamaha   | 446   |
| 6    | Maximilian Nagl    | KTM      | 444   |
| 7    | Sébastien Pourcel  | Kawasaki | 392   |
| 8    | Tanel Leok         | Kawasaki | 352   |
| 9    | Billy Mackenzie    | Honda    | 320   |
| 10   | Marc De Reuver     | Honda    | 292   |

#### Costruttori
| Pos. | Costruttore | Punti |
| ---- | ----------- | ----- |
| 1    | Yamaha      | 568   |
| 2    | Suzuki      | 566   |
| 3    | KTM         | 547   |
| 4    | Kawasaki    | 495   |
| 5    | Honda       | 454   |
| 6    | TM          | 43    |
| 7    | Aprilia     | 33    |

## MX2

### Calendario
| Prova | Data         | Gran Premio                       | Località            | Vincitore gara 1 | Vincitore gara 2 | Vincitore GP    |
| ----- | ------------ | --------------------------------- | ------------------- | ---------------- | ---------------- | --------------- |
| 1     | 6 aprile     | Gran Premio d'Olanda              | Valkenswaard        | Tyla Rattray     | Tyla Rattray     | Tyla Rattray    |
| 2     | 20 aprile    | Gran Premio di Spagna             | Bellpuig            | Tyla Rattray     | Davide Guarneri  | Davide Guarneri |
| 3     | 27 aprile    | Gran Premio del Portogallo        | Águeda              | Antonio Cairoli  | Antonio Cairoli  | Antonio Cairoli |
| 4     | 11 maggio    | Gran Premio di Bulgaria           | Sevlievo            | Antonio Cairoli  | Tommy Searle     | Tommy Searle    |
| 5     | 18 maggio    | Gran Premio d'Italia              | Mantova             | Nicolas Aubin    | Antonio Cairoli  | Antonio Cairoli |
| 6     | 1º giugno    | Gran Premio di Gran Bretagna      | Mallory Park        | Tyla Rattray     | Antonio Cairoli  | Antonio Cairoli |
| 7     | 15 giugno    | Gran Premio di Francia            | Saint-Jean-d'Angély | Tommy Searle     | Tommy Searle     | Tommy Searle    |
| 8     | 29 giugno    | Gran Premio di Germania           | Teutschenthal       | Antonio Cairoli  | Tyla Rattray     | Tyla Rattray    |
| 9     | 6 luglio     | Gran Premio di Svezia             | Uddevalla           | Tyla Rattray     | Antonio Cairoli  | Antonio Cairoli |
| 10    | 20 luglio    | Gran Premio del Sudafrica         | Nelspruit           | Tommy Searle     | Tyla Rattray     | Tommy Searle    |
| 11    | 3 agosto     | Gran Premio del Belgio            | Lommel              | Tyla Rattray     | Gert Krestinov   | Gert Krestinov  |
| 12    | 10 agosto    | Gran Premio della Repubblica Ceca | Loket               | Tyla Rattray     | Tommy Searle     | Tommy Searle    |
| 13    | 31 agosto    | Gran Premio d'Irlanda             | Dublino             | Zach Osborne     | Tyla Rattray     | Tyla Rattray    |
| 14    | 7 settembre  | Gran Premio del Benelux           | Lierop              | Tyla Rattray     | Tyla Rattray     | Tyla Rattray    |
| 15    | 14 settembre | Gran Premio Città di Faenza       | Faenza              | Tommy Searle     | Tommy Searle     | Tommy Searle    |

### Classifiche finali

#### Piloti
| Pos. | Pilota              | Moto     | Punti |
| ---- | ------------------- | -------- | ----- |
| 1    | Tyla Rattray        | KTM      | 636   |
| 2    | Tommy Searle        | KTM      | 613   |
| 3    | Nicolas Aubin       | Yamaha   | 406   |
| 4    | Shaun Simpson       | KTM      | 394   |
| 5    | Rui Gonçalves       | KTM      | 380   |
| 6    | Antonio Cairoli     | Yamaha   | 357   |
| 7    | Xavier Boog         | Suzuki   | 307   |
| 8    | Jeremy Van Horebeek | KTM      | 299   |
| 9    | Stephen Sword       | Kawasaki | 291   |
| 10   | Steven Frossard     | Kawasaki | 289   |

#### Costruttori
| Pos. | Costruttore | Punti |
| ---- | ----------- | ----- |
| 1    | KTM         | 716   |
| 2    | Yamaha      | 631   |
| 3    | Kawasaki    | 464   |
| 4    | Suzuki      | 371   |
| 5    | Honda       | 277   |
| 6    | Husqvarna   | 1     |

## MX3

### Calendario
| Prova | Data         | Gran Premio                 | Località             | Vincitore gara 1  | Vincitore gara 2  | Vincitore GP      |
| ----- | ------------ | --------------------------- | -------------------- | ----------------- | ----------------- | ----------------- |
| 1     | 6 aprile     | Gran Premio di Spagna       | Talavera de la Reina | Jan Zaremba       | Thomas Allier     | Thomas Allier     |
| 2     | 13 aprile    | Gran Premio di Francia      | Castelnau-de-Lévis   | Sébastien Pourcel | Sébastien Pourcel | Sébastien Pourcel |
| 3     | 27 aprile    | Gran Premio d'Italia        | San Severino Marche  | Cristian Beggi    | Cristian Beggi    | Cristian Beggi    |
| 4     | 4 maggio     | Gran Premio di Francia      | Plomion              | Thomas Allier     | Sven Breugelmans  | Sven Breugelmans  |
| 5     | 18 maggio    | Gran Premio del Portogallo  | Cortelha             | Sven Breugelmans  | Thomas Allier     | Sven Breugelmans  |
| 6     | 25 maggio    | Gran Premio di Spagna       | Alhama de Murcia     | Jonathan Barragán | Jonathan Barragán | Jonathan Barragán |
| 7     | 8 giugno     | Gran Premio di Croazia      | Mladina              | Cristian Beggi    | Gara cancellata   | Cristian Beggi    |
| 8     | 15 giugno    | Gran Premio di Bulgaria     | Samokov              | Thomas Allier     | Christophe Martin | Christophe Martin |
| 9     | 6 luglio     | Gran Premio dei Paesi Bassi | Markelo              | Thomas Allier     | Sven Breugelmans  | Sven Breugelmans  |
| 10    | 13 luglio    | Gran Premio di Slovenia     | Orehova Vas          | Alex Salvini      | Saso Kragelj      | Alex Salvini      |
| 11    | 20 luglio    | Gran Premio di Slovacchia   | Sverepec             | Thomas Allier     | Patrick Caps      | Thomas Allier     |
| 12    | 3 agosto     | Gran Premio del Cile        | Laguna Caren         | Thomas Allier     | Cristian Beggi    | Cristian Beggi    |
| 13    | 17 agosto    | Gran Premio di Finlandia    | Heinola              | Sven Breugelmans  | Sven Breugelmans  | Sven Breugelmans  |
| 14    | 24 agosto    | Gran Premio di Danimarca    | Randers              | Sven Breugelmans  | Sven Breugelmans  | Sven Breugelmans  |
| 15    | 7 settembre  | Gran Premio di Svizzera     | Roggenburg           | Sven Breugelmans  | Álvaro Lozano     | Álvaro Lozano     |
| 16    | 14 settembre | Gran Premio di Germania     | Jauer                | Christophe Martin | Christophe Martin | Christophe Martin |

### Classifiche finali

#### Piloti
| Pos. | Pilota            | Moto      | Punti |
| ---- | ----------------- | --------- | ----- |
| 1    | Sven Breugelmans  | KTM       | 541   |
| 2    | Cristian Beggi    | Honda     | 532   |
| 3    | Christophe Martin | Husqvarna | 524   |
| 4    | Thomas Allier     | Husqvarna | 374   |
| 5    | Álvaro Lozano     | KTM       | 352   |
| 6    | Jonas Salaets     | Honda     | 298   |
| 7    | Martin Žerava     | Honda     | 285   |
| 8    | Patrick Caps      | Kawasaki  | 273   |
| 9    | Nicolai Hansen    | Yamaha    | 268   |
| 10   | Kasper Jensen     | Honda     | 228   |

#### Costruttori
| Pos. | Costruttore | Punti |
| ---- | ----------- | ----- |
| 1    | KTM         | 646   |
| 2    | Honda       | 578   |
| 3    | Husqvarna   | 572   |
| 4    | Yamaha      | 444   |
| 5    | Kawasaki    | 346   |
| 6    | Suzuki      | 278   |